# D'art d'art !
D'art d'art !, stylisé d'Art d'Art !, est une émission de télévision consacrée aux arts plastiques diffusée sur France 2 entre 2002 et 2020, présentée par Frédéric Taddeï jusqu'en 2018 puis par Adèle Van Reeth. Chaque numéro raconte l'histoire d'une œuvre d'art en 1 min 15 s à 2 min.

## Production
Sur une idée originale de Tim Newman et de Natalie Boels-Kugel, l'émission est produite par la société Froggies Media.
Les textes sont coécrits par l'animateur et sa sœur Marie-Isabelle. Quant aux œuvres, elles sont sélectionnées par Natalie Boels-Kugel.

## Diffusion
En 2010, l'émission est diffusée le lundi à 21 h et rediffusée le vendredi à 23 h. En 2014, l'émission est diffusée le dimanche vers 20 h 50.
Elle est également diffusée en Belgique, au Luxembourg et sur TV5.
En 2021, lors du lancement de la chaîne Culturebox sur le canal 19, l’émission est rediffusée deux fois par jour vers 9 h et à 12 h toute la semaine. 

## Audience
Le programme court réunit plus de 6 millions de téléspectateurs[Quand ?].

## Histoire
L'émission est créée en 2002.
Chaque soir de la semaine du 28 août au 1er septembre 2017, pour fêter les 15 ans du programme court, les célébrités François-Xavier Demaison, Agnès Varda, Julie Gayet, Jean-Paul Rouve et Louane remplacent, le temps d'une soirée, Frédéric Taddeï.
À partir de 2018, l'émission est présentée par Adèle Van Reeth[réf. nécessaire].
En novembre 2020 est annoncée la suppression de l'émission pour la fin de l'année, après 18 années de diffusion. Le 6 décembre, elle est ainsi remplacée par Oh ! AfricArt, un nouveau programme court consacré à l'art contemporain africain et présenté par Élizabeth Tchoungui. Début mars 2021, Oh ! AfricArt est à son tour remplacée par Ouh là l'art !, un programme court également présenté par Élizabeth Tchoungui. En janvier 2023, c'est Oh ! Biz'Art présentée par Stéphane de Groodt qui prend le relais de l'émission.

## Générique
Le générique de l'émission met en scène une succession de tableaux célèbres :

La Joconde par Léonard de Vinci, début du XVIe siècle (musée du Louvre, Paris).
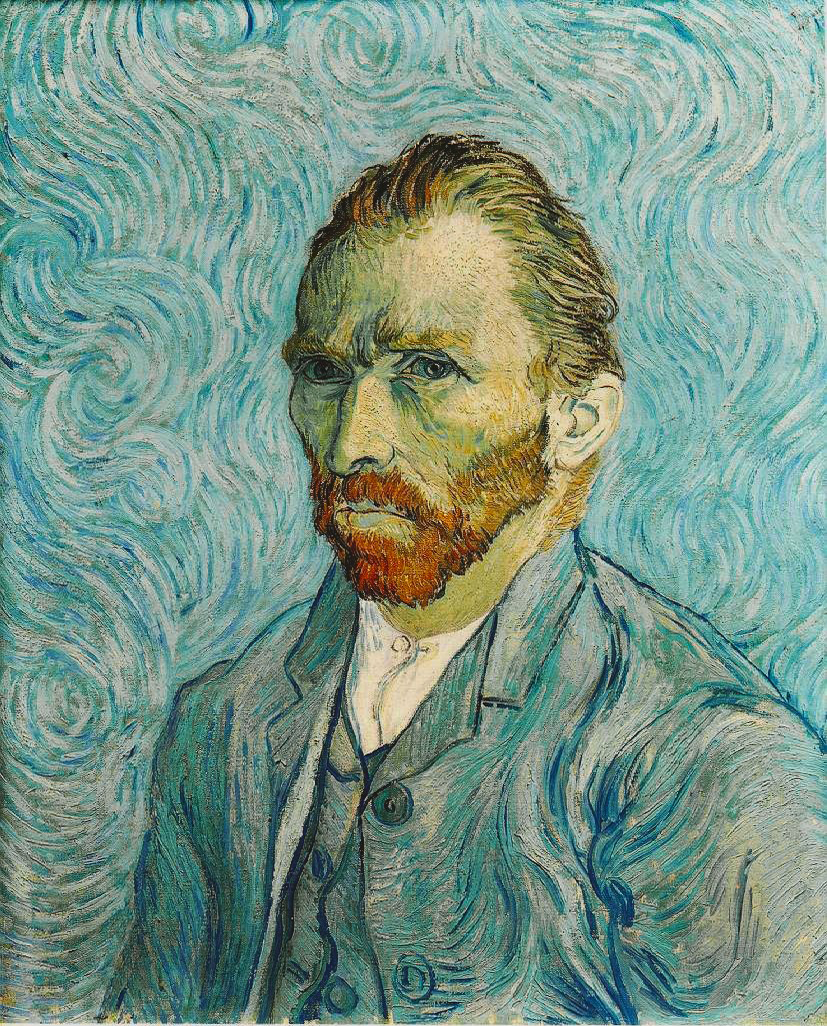
Autoportrait par Vincent van Gogh, en 1889 (musée d'Orsay, Paris).
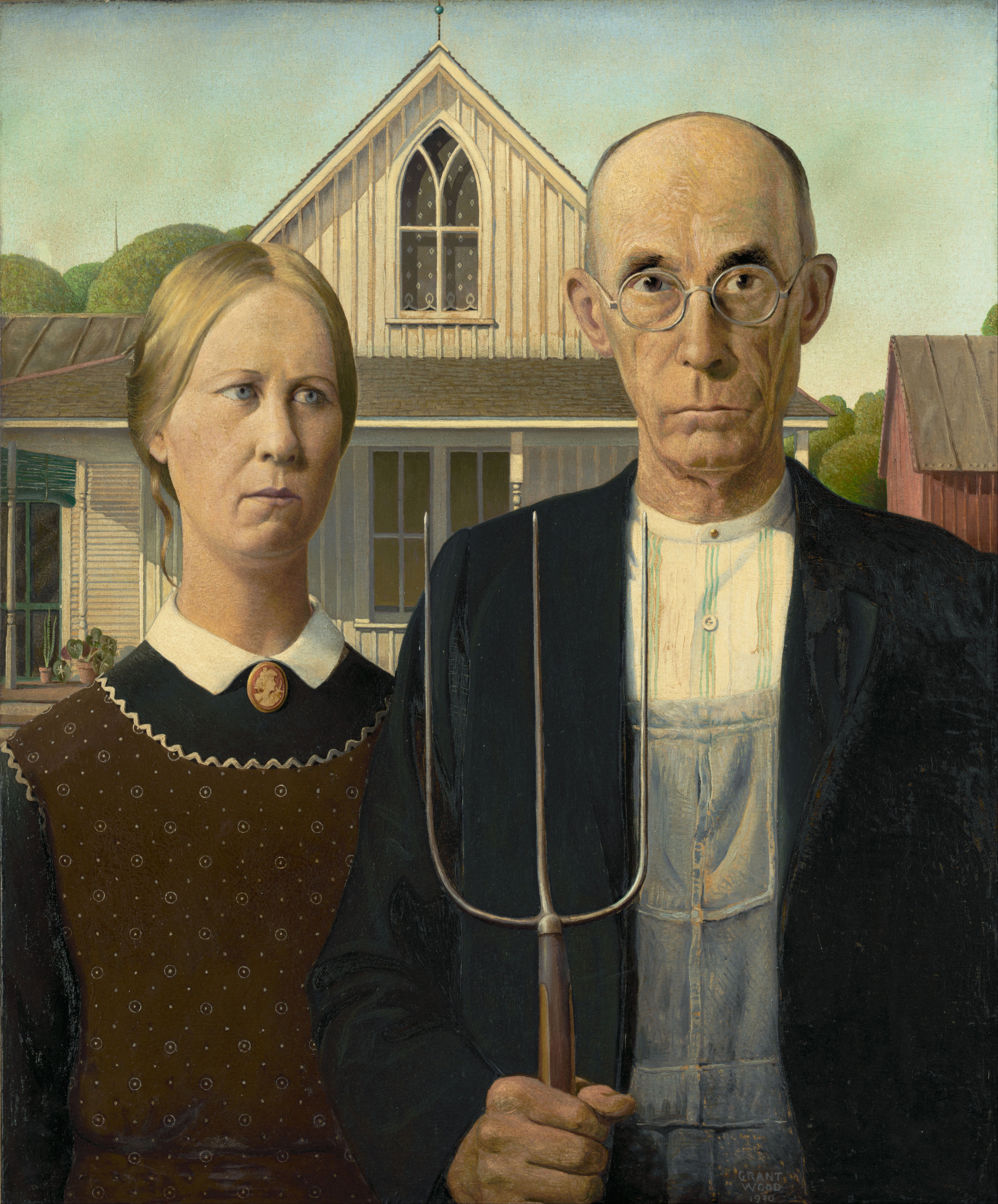
American Gothic par Grant Wood, en 1930 (Art Institute, Chicago).
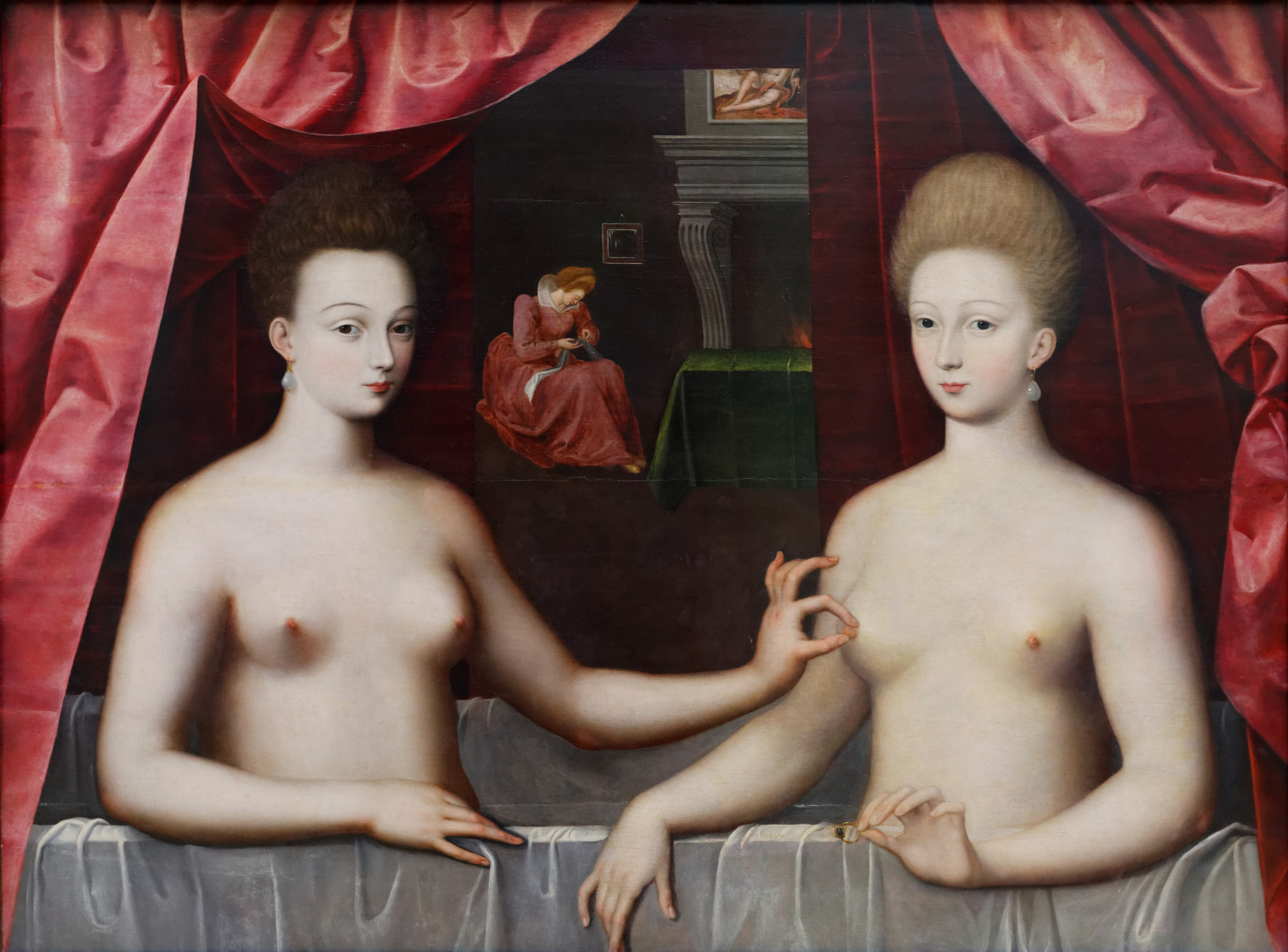
Gabrielle d'Estrées et une de ses sœurs, par l'École de Fontainebleau, en 1594 (musée du Louvre, Paris).
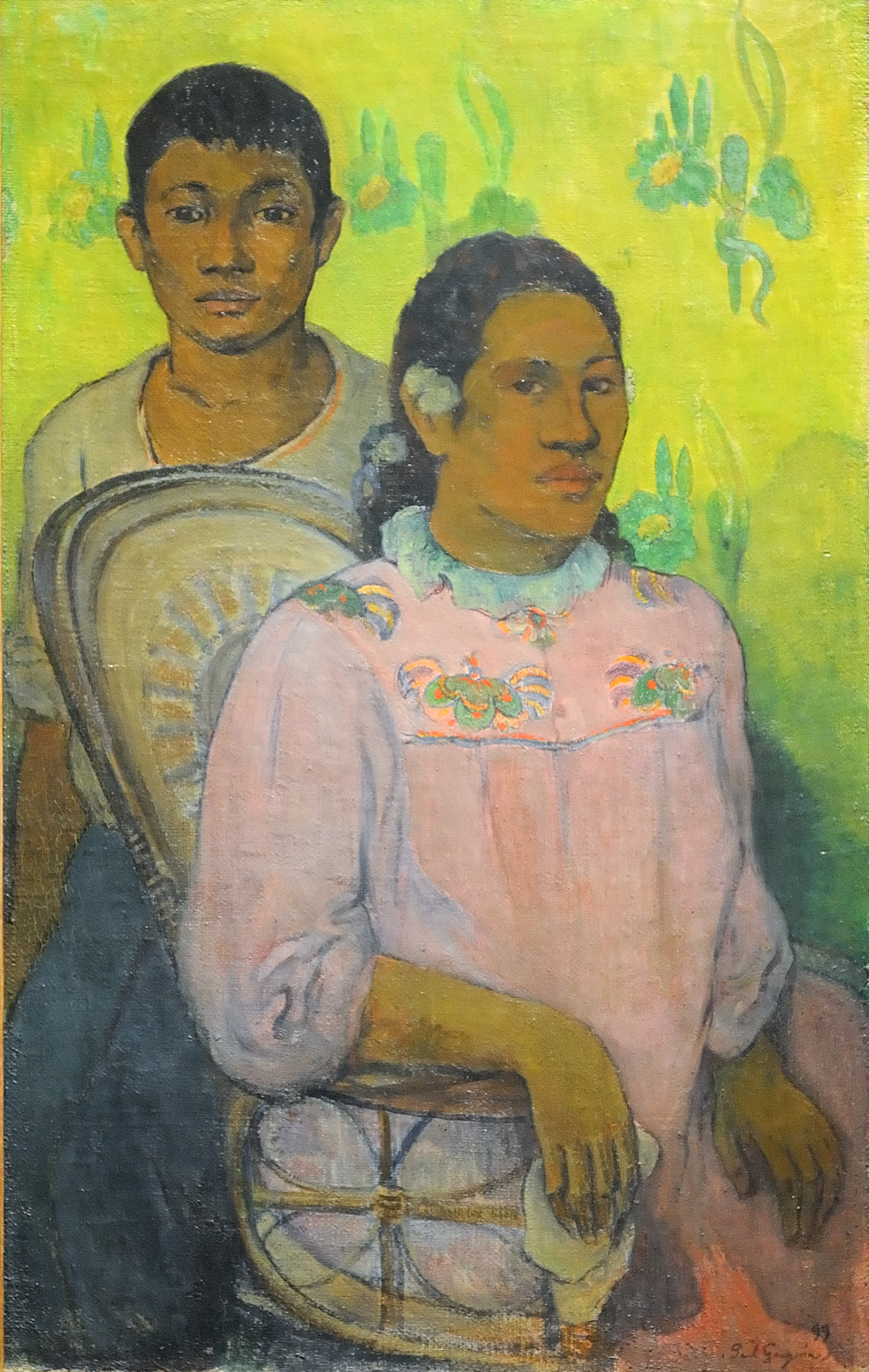
Jeune Fille et Garçon par Paul Gauguin, en 1899 (Norton Simon Museum, Pasadena).

## Produits dérivés

### Livre
Plusieurs livres adaptés de l'émission ont été publiés aux éditions du Chêne :
- D'art d'art !, vol. 1 (150 entrées), Paris, Chêne, 2008 (réimpr. 2011), 319 p. (ISBN 978-2-84277-854-5 et 978-2-8123-0403-3) ;
- D'art d'art ! (coffret comprenant le vol. 1 et un guide des musées de France), Paris, Chêne, 2011, 319 p. (ISBN 978-2-8123-0491-0) ;
- D'art d'art !, vol. 2 (150 entrées), Paris, Chêne, 2010 (réimpr. 2012), 319 p. (ISBN 978-2-8123-0101-8 et 978-2-8123-0566-5) ;
- D'art d'art !, vol. 3 (100 entrées), Vanves, Chêne, 2015, 223 p. (ISBN 978-2-8123-1322-6) ;
- D'art d'art !, vol. 4 (90 entrées), Vanves, Chêne, 2018, 205 p. (ISBN 978-2-8123-1819-1) ;
- D'art d'art ! : L'intégrale, Vanves, Chêne, 2019, 927 p. (ISBN 978-2-8123-0358-6) ;

ainsi que des livres pour enfants :
- D'art d'art ! : Pour les enfants, vol. 1, Paris, Chêne, 2013, 59 p. (ISBN 978-2-8123-0917-5) ;
- D'art d'art ! : Pour les enfants, vol. 2, Vanves, Chêne, 2016, 59 p. (ISBN 978-2-8123-1592-3) ;

et des livres de coloriage et d'activités artistiques :
- Faites votre "D'art d'art" ! : Cahier d'activités artistiques  (ill. Delphine Cauly), Paris, Chêne, 2014, 128 p. (ISBN 978-2-8123-1011-9) ;
- Cahier de coloriages : D'Art d'Art !  (ill. Mustapha Oucherif), Paris, Chêne, 2015, 95 p. (ISBN 978-2-8123-1241-0).

### Jeu de plateau
Un jeu de plateau a été édité.
Les joueurs sont des conservateurs de musée qui doivent parvenir à la plus grande notoriété possible en achetant des d’œuvres d’art pour les collections de leur musée, à la manière d’un Monopoly.

### Agenda
Un agenda publié par les éditions du Chêne, avec un calendrier illustré par des photos et textes extraits des deux tomes du livre d'Art d'Art !.

## Critique
En 2009, Jean-Bernard Cheymol et Sylvain Louradour reprochent à l'émission de « créer un contexte favorable à la publicité » par la « confusion des genres ».